# Lophiomeryx
Il lofiomerice (gen. Lophiomeryx) è un mammifero artiodattilo estinto, appartenente ai ruminanti. Visse tra l'Eocene superiore e l'Oligocene inferiore (circa 38 - 31 milioni di anni fa) e i suoi resti fossili sono stati ritrovati in Europa e in Asia.

## Descrizione
Questo animale doveva essere molto simile a un odierno tragulo, ma i canini superiori non erano allungati come nelle forme attuali. Al contrario della maggior parte dei ruminanti dell'Oligocene, Lophiomeryx non possedeva il secondo e il terzo metatarso fusi insieme. Lophiomeryx possedeva testa e muso corti, con orbite aperte posteriormente. La dentatura era caratterizzata dalla presenza di un trigonide aperto in vista linguale sui molari inferiori.

## Classificazione
Il genere Lophiomeryx venne descritto per la prima volta da Pomel nel 1854, sulla base di fossili ritrovati nella zona di Cournon (Francia centrale) e risalenti all'Oligocene inferiore. La specie tipo è Lophiomeryx chalaniati, ma a questo genere sono state ascritte numerose altre specie: le europee L. gaudryi e L. mouchelini, le caucasiche L. benaraensis, le asiatiche L. gracilis, L. angarae e L. kargilensis. 
Lophiomeryx è un genere di ruminanti primitivi dall'ampia distribuzione geografica e stratigrafica: i fossili sono stati ritrovati in Cina, Georgia, Pakistan, Mongolia, oltre che naturalmente in Francia, in terreni che vanno dall'Eocene superiore all'Oligocene inferiore. Sembra che Lophiomeryx fosse uno dei più antichi ruminanti, forse appartenente alla famiglia Gelocidae; anche se non possedeva secondo e terzo metatarso fusi, questo animale possedeva caratteristiche dentarie molto specializzate, ed è per questo che è stato posto a volte in una famiglia a sé stante (Lophiomerycidae) insieme a pochi altri generi simili. 
Il genere Lophiomeryx ebbe origine in Asia nel corso dell'Eocene superiore; le specie asiatiche, di taglia molto modesta, diedero origine a forme che migrarono in Europa poco dopo l'evento noto come Grande Coupure, e aumentarono di dimensioni. Il genere si estinse nel corso dell'Oligocene inferiore.